# Levan Iosseliani
Levan Iosseliani (en géorgien : ლევან იოსელიანი), né le 20 juin 1978, est un homme politique géorgien. Défenseur public de Géorgie depuis mars 2023, il est de 2020 à 2023 élu au Parlement de Géorgie. Il est membre du parti Citoyens (en) d'Aleko Elissachvili.

## Biographie

### Carrière professionnelle et politique
Levan Iosseliani naît le 20 juin 1978. Il suit des études de droit et devient avocat. Entre 1999 et 2001, il travaille comme juriste dans plusieurs banques géorgiennes, notamment TBC Bank (en) et Bank of Georgia. Il fonde ensuite deux cabinets d'avocats, qu'il dirige pendant 15 ans.
En 2014, il est le directeur de campagne d'Aleko Elissachvili. Il fonde ensuite, en 2018, une ONG de la société civile défendant les droits humains. Après avoir échoué à se faire élire en tant que candidat indépendant en 2019 dans la circonscription de Mtatsminda, il est élu lors des élections législatives géorgiennes de 2020 au suffrage proportionnel, cette fois en tant que membre du parti Citoyens (en), créé par Aleko Elissachvili. Le parti est vu comme celui qui « critique périodiquement Rêve géorgien mais ne s'est pas pleinement aligné sur l'opposition ». Iosseliani devient par la suite vice-président du Parlement.

### Défenseur public de Géorgie
Le 7 mars 2023, il est élu par 96 membres du Parlement de Géorgie à la fonction de Défenseur public de Géorgie ; il est soutenu par le parti Rêve géorgien et le Premier ministre Irakli Garibachvili. Il démissionne par conséquent de son siège de parlementaire et promet d'être apolitique durant ses 6 ans de mandat et qu'ils « seront consacrés à surveiller les droits de l'homme ». Il succède à Tamar Gvaramadze, qui exerçait la fonction par intérim en remplacement de Nino Lomdjaria. 
Les organisations de défense des droits de l'homme et de la société civile sont réservées quant à sa nomination, après une procédure complexe dans laquelle les autres candidats mis en avant par l'opposition ont été écartés par Rêve géorgien. Cependant, le soutien de plusieurs figures de l'opposition à Iosseliani fait pencher la balance en sa faveur au Parlement.
Durant son mandat, il se distancie de Rêve géorgien sur certains sujets, notamment la loi sur les agents de l'étranger, qui suscite d'importantes manifestations. Cependant, il n'est pas, selon l'opposition, une voix assez critique, notamment sur la question des violences policières accompagnant la répression. Lorsque le projet de loi est réintroduit au printemps 2024, il « ne l'attaque pas sur le principe mais sur des détails » et appelle seulement à adopter des amendements atténuant certaines de ses dispositions. 
Par la suite, après les élections législatives de 2024, il ne reconnaît pas la fraude dénoncée par l'opposition, qui mène à des manifestations post-électorales massives, et affirme que la vérification des élections ne fait pas partie de ses prérogatives. Ses prises de positions concernant la répression policière du mouvement sont également jugées trop faibles, bien qu'elles se durcissent progressivement au cours du mouvement ; il est accusé par les manifestants d'être le « Défenseur public du régime ». Il s'en prend aux militants d'opposition qui l'accusent de partialité ; il affirme de son côté être « le premier défenseur public de l'histoire de la Géorgie qui [...] parle publiquement de tout, et ne ment pas » et préfère se concentrer sur d'autres questions liées aux droits humains, comme le inégalités sociales et le logement.